# Eucereon rufidorsalis
Eucereon rufidorsalis là một loài bướm đêm thuộc phân họ Arctiinae, họ Erebidae.